# أنغولا البرتغالية
أنغولا البرتغالية (بالبرتغالية: Angola Portuguesa) هي أنغولا في الفترة الزمنية التي كانت تخضع فيها للحكم البرتغالي في جنوب غرب أفريقيا. في نفس السياق، كانت تعرف حتى عام 1951 باسم غرب أفريقيا البرتغالية (رسميًا دولة غرب أفريقيا).
امتد حكم البرتغال في البداية على طول الساحل ودخلت في صراعات عسكرية مع مملكة الكونغو، وفي القرن الثامن عشر، تمكنت بشكل تدريجي من استعمار المرتفعات الداخلية. ولكنها لم تتحقق السيطرة الكاملة على تلك الأراضي حتى بداية القرن العشرين، حين ثبتت الاتفاقات مع القوى الأوروبية الأخرى خلال فترة التدافع على أفريقيا الحدود الداخلية للمستعمرة. وفي 11 يونيو 1951، غُيرت حالة المستعمرة لتصبح مقاطعة أنغولا ما وراء البحار، وأخيرًا في عام 1972، أصبحت دولة أنغولا. وفي عام 1975، سُميت أنغولا البرتغالية بجمهورية أنغولا الشعبية المستقلة.

## التاريخ
استمر تاريخ الوجود البرتغالي على أراضي أنغولا المعاصرة منذ وصول المستكشف ديوغو كاو في عام 1484، حتى إنهاء استعمار المنطقة في نوفمبر 1975. وخلال هذه القرون الخمسة، يجب التمييز بين المراحل المختلفة.

### المستعمرة
عندما وصل ديوغو كاو وغيره من المستكشفين إلى مملكة الكونغو في نهاية القرن الخامس عشر، لم تكن أنغولا المعروفة الآن موجودة. كانت أراضيها تقتصر على عدد من الشعوب المنفصلة، بعضها منظم ضمن ممالك أو اتحادات قبلية ذات أحجام مختلفة. وقد كان البرتغاليون مهتمين بالتجارة، خاصة بتجارة الرق. لذلك حافظوا على علاقة سلمية ومربحة للطرفين مع حكام ونبلاء مملكة الكونغو، وقاموا بنشر المسيحية بينهم وتعليمهم اللغة البرتغالية، وسمحوا لهم بحصة من الفوائد من تجارة الرق. وقد أسسوا مراكز تجارية صغيرة في الكونغو السفلى، في منطقة الجمهورية الديمقراطية الحالية. وأقيمت مستوطنة تجارية أكثر أهمية على ساحل المحيط الأطلسي في سويو في أراضي مملكة الكونغو. وهي الآن أقصى مدينة في شمال أنغولا، باستثناء مقاطعة كابيندا المنفصلة جغرافيًا.
في عام 1575، تأسست مستوطنة لواندا على الساحل الجنوبي لمملكة الكونغو، وفي القرن السابع عشر أسست مستوطنة بنغيلا، في منطقة أبعد إلى الجنوب. ومن 1580 حتى 1820، أُرسل ما يزيد عن مليون شخص من أنغولا الحالية كعبيد إلى ما يسمى بالعالم الجديد، بشكل رئيسي إلى البرازيل، وإلى أمريكا الشمالية أيضًا.  وفقًا لأوليفر وأتمور، «لمدة 200 عام، تطورت مستعمرة أنغولا بشكل أساسي كمشروع عملاق لتجارة الرق».  وكان لدى البحارة والمستكشفين والجنود والتجار في مملكة البرتغال سياسة طويلة الأمد لغزو وإنشاء المراكز العسكرية والتجارية في أفريقيا تزامنت مع غزو سبتة في عام 1415 التي حكمها المسلمون وإنشاء قواعد لهم في المغرب وخليج غينيا الحاليين. كان البرتغاليون يؤمنون بالكاثوليكية وتضمنت حملاتهم العسكرية منذ البداية التبشير بالإنجيل لجعل الشعوب الأجنبية يعتنقون نفس المعتقد.
في القرن السابع عشر، أدت المصالح الاقتصادية المتضاربة إلى مواجهة عسكرية مع مملكة الكونغو. وهزمت البرتغال مملكة الكونغو في معركة مبويلا في 29 أكتوبر 1665، لكنها عانت من هزيمة كارثية في معركة كيتومبو عندما حاولت غزو الكونغو في عام 1670. وبعدها حققت السيطرة على معظم المرتفعات الوسطى في القرن الثامن عشر. وتتابعت محاولات الوصول من خلال الغزو إلى الداخل في القرن التاسع عشر، ولكن لم تتحقق السيطرة الإدارية البرتغالية الكاملة على كامل الأراضي حتى بداية القرن العشرين.
في عام 1884، أبرمت المملكة المتحدة معاهدة تعترف بالسيادة البرتغالية على ضفتي الكونغو السفلى بعد أن كانت ترفض حتى ذلك الوقت الاعتراف بأن البرتغال تمتلك حقوقًا إقليمية شمال آمبرز. ومع ذلك، لم تبرم هذه المعاهدة، التي قوبلت بالمعارضة هناك وفي ألمانيا. حددت الاتفاقات المبرمة مع دولة الكونغو الحرة والإمبراطورية الألمانية وفرنسا في 1885-1886 حدود المقاطعة، باستثناء الجنوب الشرقي، حيث رسمت الحدود بين بروتسلاند (شمال غرب رودسيا) وحدود أنغولا عبر اتفاق أنجلو- برتغالي لعام 1891 وتقديم التحكيم من قبل الملك فيكتور إيمانويل الثالث ملك إيطاليا عام 1905.
خلال فترة الحكم الاستعماري البرتغالي لأنغولا، تأسست المدن والبلدات والمراكز التجارية، وفتحت السكك الحديدية، وبنيت الموانئ، وطوّر مجتمع ذو طابع غربي بشكل تدريجي، على الرغم من التراث القبلي التقليدي الراسخ في أنغولا والذي كان الحكام الأوروبيين لا يريدون القضاء عليه وغير مهتمين به. ومنذ عشرينيات القرن العشرين، أبدت إدارة البرتغال اهتمامًا متزايدًا بتطوير اقتصاد أنغولا وبنيتها التحتية الاجتماعية.

#### بداية الحرب
في عام 1951، أصبحت مستعمرة أنغولا البرتغالية مقاطعة ما وراء البحار تابعة للبرتغال. في أواخر خمسينيات القرن العشرين، بدأت الجبهة الوطنية لتحرير أنغولا (إف إن إل إيه) والحركة الشعبية لتحرير أنغولا (إم بّي إل إيه) بتنظيم الاستراتيجيات وخطط العمل لمحاربة الحكم البرتغالي والنظام المأجور الذي أثر على العديد من السكان الأفارقة الأصليين من الريف، الذين نقلوا من منازلهم وأجبروا على العمل القسري، وكان عملًا شاقًا دائمًا لا يتطلب مهارات، في بيئة من الازدهار الاقتصادي. وبدأت حرب العصابات المنظمة في عام 1961، وهو نفس العام الذي أصدر فيه قانون لتحسين ظروف عمل القوى العاملة الأصلية غير المدربة إلى حد كبير، والتي كانت تطالب بمزيد من الحقوق. وفي عام 1961، ألغت الحكومة البرتغالية بالفعل عددًا من الأحكام القانونية الأساسية التي مارست التمييز ضد السود، مثل Estatuto do Indigenato (المرسوم بقانون 43: 893 المؤرخ 6 سبتمبر 1961). ومع ذلك، اندلع الصراع، المعروف باسم الحرب الاستعمارية أو حرب التحرير، في شمال الإقليم عندما قتل متمردو الجبهة الوطنية لتحرير أنغولا المتمركزون في جمهورية الكونغو المدنيين البيض والسود على حد سواء في هجمات مفاجئة في الريف. وقد عاد زعيم المتمردين هولدن روبرتو بعد زيارة الأمم المتحدة إلى كينشاسا ونظم مليشيات الباكونغو.
بدأ هولدن روبرتو بالتوغل في أنغولا في 15 مارس 1961، وقاد ما يقرب من 4000 إلى 5000 مقاتل. واستولت قواته على المزارع والمواقع الحكومية والمراكز التجارية، وقتلوا جميع من جابههم. وقتل ما لا يقل عن 1000 من البيض وعدد غير معروف من السود. وتعليقًا على هذا التوغل، قال روبرتو «هذه المرة لم يجبن العبيد». قتلوا الجميع. تألف الجيش الفعال في أنغولا من نحو 6500 رجل: 5000 أفريقي أسود و1500 أوروبي أبيض أرسلوا من البرتغال. وبعد هذه الأحداث، أرسلت الحكومة البرتغالية آلاف القوات من أوروبا للقيام بعمليات مكافحة الإرهاب والتمرد في ظل نظام إستادو نوفو الديكتاتوري تحت حكم أنطونيو دي أوليفيرا سالازار ولاحقًا مارسيلو كايتانو. في عام 1963 أسس هولدن روبرتو حكومة أنغولا الثورية في المنفى (بالبرتغالية: Governo revolucionário de Angola no exílio، GRAE) في كينشاسا، في محاولة للحصول على التمثيل الوحيد للقوات التي تقاتل الحكم البرتغالي في أنغولا على الساحة الدولية. ثم بدأ الاتحاد الوطني للاستقلال الكلي الأنغولي (يونيتا) أيضًا عمليات حرب العصابات المؤيدة للاستقلال في عام 1966. وعلى الرغم من التفوق العسكري الشامل للجيش البرتغالي في المسرح الأنغولي، لم تهزم حركات حرب العصابات المستقلة بشكل كامل. وبحلول عام 1972، بعد الجبهة الشرقية (فرنشي ليسشي)، وهي حملة عسكرية ناجحة في شرق أنغولا، أكملتها سياسة كسب القلوب والعقول البراغماتية، كسب البرتغاليون الصراع العسكري في أنغولا بشكل عملي.
من عام 1966 حتى عام 1970، وسعت الحركة الشعبية لتحرير أنغولا المؤيدة للاستقلال التي تنتهج حرب العصابات عمليات التمرد المحدودة في السابق إلى شرق أنغولا. وكانت هذه المنطقة الريفية الشاسعة بعيدة عن المراكز الحضرية الرئيسية وقريبة من الدول الأجنبية حيث كان المتمردون قادرين على الاحتماء. وأيدت يونيتا الحركة الشعبية لتحرير أنغولا، وكانت يونيتا منظمة حرب عصابات أصغر مؤيدة للاستقلال تأسست في الشرق. وحتى عام 1970، كانت قوات حرب العصابات المشتركة بين الحركة الشعبية لتحرير أنغولا ويونيتا في الجبهة الشرقية ناجحة بالضغط على القوات المسلحة البرتغالية (إف إيه بّي) في المنطقة لدرجة أن المتمردين تمكنوا من عبور نهر كوانزا واستطاعوا أن يهددوا أراضي مقاطعة بيي، التي تضمنت مركزًا حضريًا مهمًا في مدينة سيلفا بورتو الزراعية والتجارية والصناعية. وفي عام 1970، قررت حركة العصابات تعزيز الجبهة الشرقية من خلال نقل القوات والتسلح من الشمال إلى الشرق.